# 대한민국 민법 제162조
대한민국 민법 제162조는 재산, 재산권 소멸시효에 대한 민법총칙 조문이다. 본 조 제1항의 "완성한다"는 목적어를 요구하는 타동사인데 목적어 없이 쓰였으므로 어법상 비문으로 '완성된다'라야 옳다.

## 조문
제162조 (채권, 재산권의 소멸시효) (1) 채권은 10년간 행사하지 아니하면 소멸시효가 완성한다. 
(2) 채권 및 소유권 이외의 재산권은 20년간 행사하지 아니하면 소멸시효가 완성한다.

第162條(債權, 財産權의 消滅時效) ① 債權은 10年間 行使하지 아니하면 消滅時效가 完成한다.
②債權 및 所有權 以外의 財産權은 20年間 行使하지 아니하면 消滅時效가 完成한다.

Article 162(Statute of Limitations for Obligation/Property Right) (1) The statute of limitations for obligation is 10 years. 
(2) The statute of limitations for property rights other than obligations and ownership rights is 20 years.

## 해설
제1항의 ‘완성하다’는 목적어가 필요한 타동사이므로 ‘소멸시효가 완성된다’나 ‘시효가 소멸된다’로 써야 한다.

## 참고 문헌
- 오현수, 일본민법, 진원사, 2014. ISBN 978-89-6346-345-2
- 오세경, 대법전, 법전출판사, 2014 ISBN 978-89-262-1027-7
- 이준현, LOGOS 민법 조문판례집, 미래가치, 2015. ISBN 979-1-155-02086-9